# 短吻海豚属
短吻海豚属（学名：Orcaella），也称伊豚属，是鯨目海豚科的一属，分布于东南亚和澳大利亚北部海域，包含2种。

## 下属物种
本属包括以下物种：
- 伊豚 Orcaella brevirostris (Owen, 1866)
- 矮鳍海豚 Orcaella heinsohni Beasley, Robertson & Arnold, 2005[2]